# Falbygden

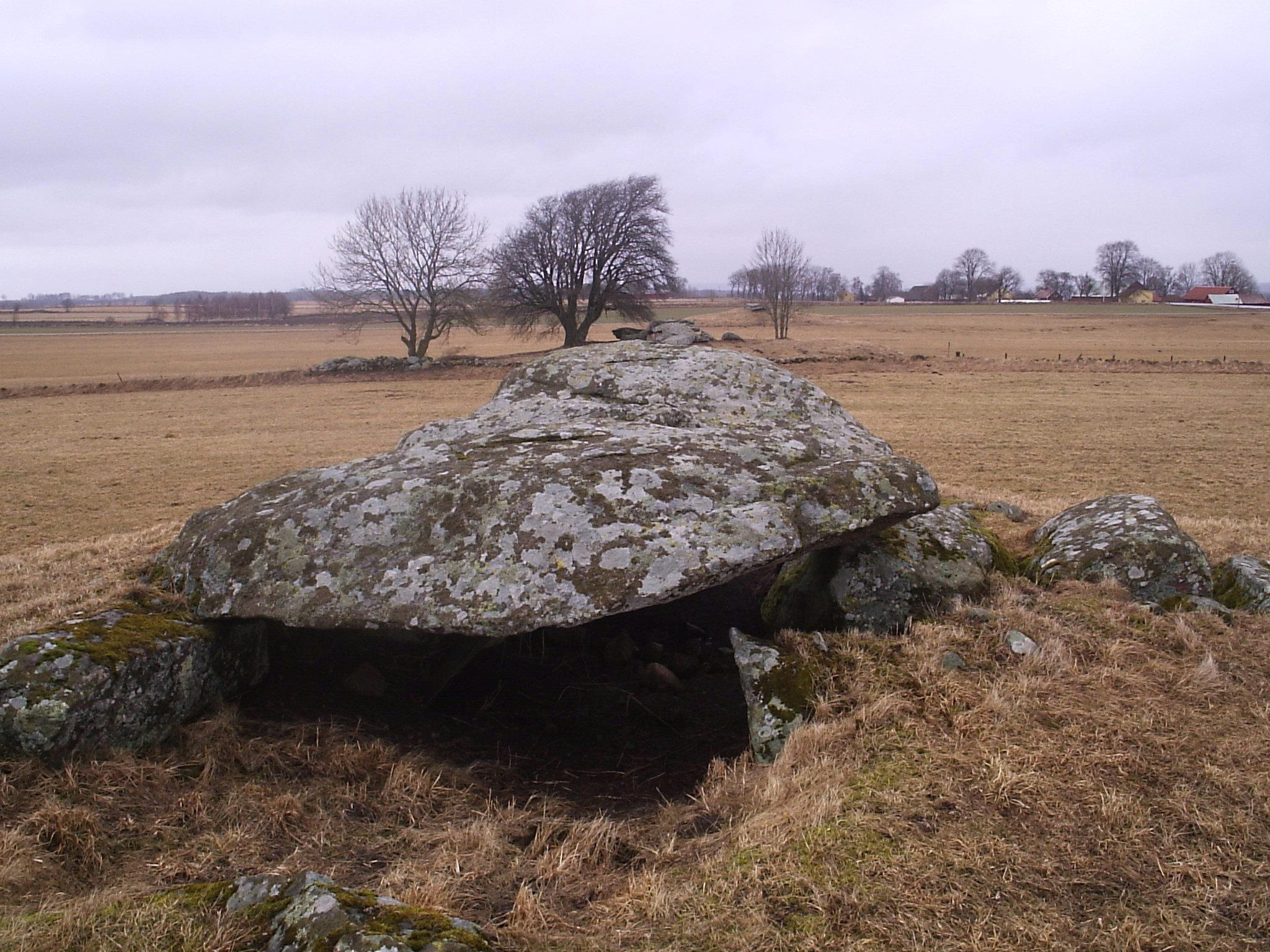
Gånggrifter i Karleby mitt på Falbygden, 2006.

Falbygden eller Falan är en småkuperad höglänt slätt i Västergötland, vilken domineras av kalkberggrund och är omgiven av platåbergen Billingen, Plantaberget, Varvsberget, Gerumsberget, Mösseberg och Ålleberg. Falbygden avvattnas i huvudsak via Hornborgasjön av Flian med biflöden, men de västra delarna avvattnas av Lidan, de östra av Tidan (främst biflödet Ösan) och de södra av Ätran. Falbygdens kalkrika brunjord blev tidigt, under neolitikum, en viktig plats för den första boskapsskötande kulturen i nuvarande Sverige, det är de talrika gånggrifterna ett synligt bevis på. I dag är Falbygden mest känd för sin mejeriproduktion. Falköping är centralort på Falbygden.

## Sevärdheter på eller från Falbygden
| - Alphems arboretum - Bragnumringen - Dalénmuseet - Höggravfältet i Dimbo - Ekehagens forntidsby - Ekornavallen - Falbygdens museum - Gerumsmanteln | - Gudhems kloster - Gökhems kyrka - Göteve kyrka - Hallonflickan - Hornborgasjön - Högstena kyrka - Jäla kyrka - Karlebys gånggrifter | - Kinneveds kyrka - Kungslena kyrka - Gånggriften i Luttra - Marka kyrka - Mössebergs fornborg - Sankt Olofs kyrka, Falköping - Skörstorps kyrka - Slutarpsdösen | - Suntaks gamla kyrka - Valtorps kyrka - Vilske-Kleva kyrka - Vårkumla kyrka - Ållebergskragen |

## Historiska händelser på Falbygden
- Falbygdens drygt 200 gånggrifter byggdes runt 3300 f.Kr.
- Hallonflickan dör runt 3000 f.Kr.
- Skandinaviens näst största hällkista byggdes efter 2400 f.Kr. i Vilske-Kleva.
- Under 1100-talets början byggs ett mycket stort antal romanska stenkyrkor, vilket gör bygden till en av de mest kyrktäta i landet.
- Slaget vid Lena 1208
- Slaget vid Åsle 1389
- Nordiska sjuårskriget åren 1564-1570 medför att delar av bygden härjas av danska trupper, som bränner gårdar och kyrkor.
- Bondeförbundet bildas 1913

## Företag på Falbygden
| - Falbygdens Ost - Falköpings Mejeri - Falköpings Tidning - Fonus (likkistfabrik) | - Kinnarps AB (kontorsmöbler) - Ranstadsverket (nedlagd urangruva) - Volvofabriken i Floby |

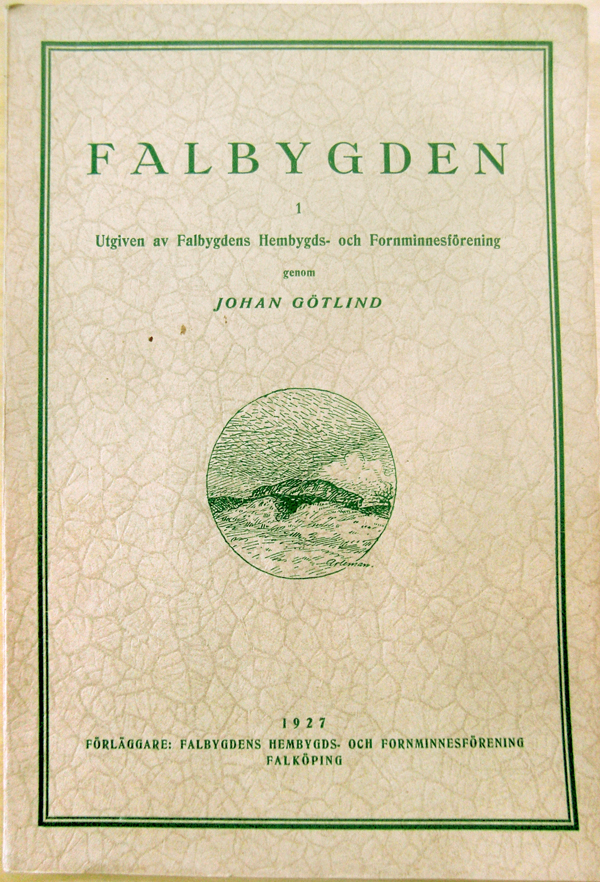
Första numret av årsskriften Falbygden kom 1927.

## Kända personer på eller från Falbygden
- Johan Peter Falck (1732-1774) upptäcktsresande från Broddetorp.
- Georg Carl von Döbeln (1758-1820) krigshjälte från Segerstad.
- Arvid August Afzelius (1785-1871) psalmförfattare från Broddetorp.
- Göta-Lena (1802-1865) ryktbar klok gumma från Kinneved.
- Gustaf Dalén (1869-1937) uppfinnare från Stenstorp.
- John Liedholm (1895-1974) diktare från Falköping.
- Johnny Bode (1912-1983) kompositör och sångare från Falköping.

## ÅrsskriftenFalbygden
Falbygden är även namnet på Falbygdens hembygds- och fornminnesförenings årsskrift, vilken utgivits sedan 1927. Falbygdens redaktörer har i kronologisk ordning varit Johan Götlind åren 1927-1939, Erik Sandberg åren 1944-1974, Georg von Euler åren 1975-1983, Rolf Green åren 1984-1994, Lena Arvidsson åren 1995-1997 och Ulla Nordmark åren 1998-2002. Sedan 2003 är Bo Johansson och Lena Persson redaktörer.